# Northeastern Maidu
Sjeveroistočni Maidu (Maidu vlastiti, Northeastern Maidu, Mountain Maidu), jedan od tri ogranka Maidu indijanaca koji je cijeloj skupini dao ime, ostala dva su Konkow i Nisenan. Živjeli su na u selima na Indian Creeku i njezinoj protici North Fork u Kaliforniji.
Njihova sela bila su: Hopnom-koyo (Hopnomkoyo), Ko-tasi, Nakangkoyo (Nakankoyo), Oidoing-koyo, Silong-koyo, Tasi-koyo i Yota-moto.